# Anchotatus brevicornis
Anchotatus brevicornis is een rechtvleugelig insect uit de familie Proscopiidae. De wetenschappelijke naam van deze soort is voor het eerst geldig gepubliceerd in 1912 door Caudell.